# Opera Colorado

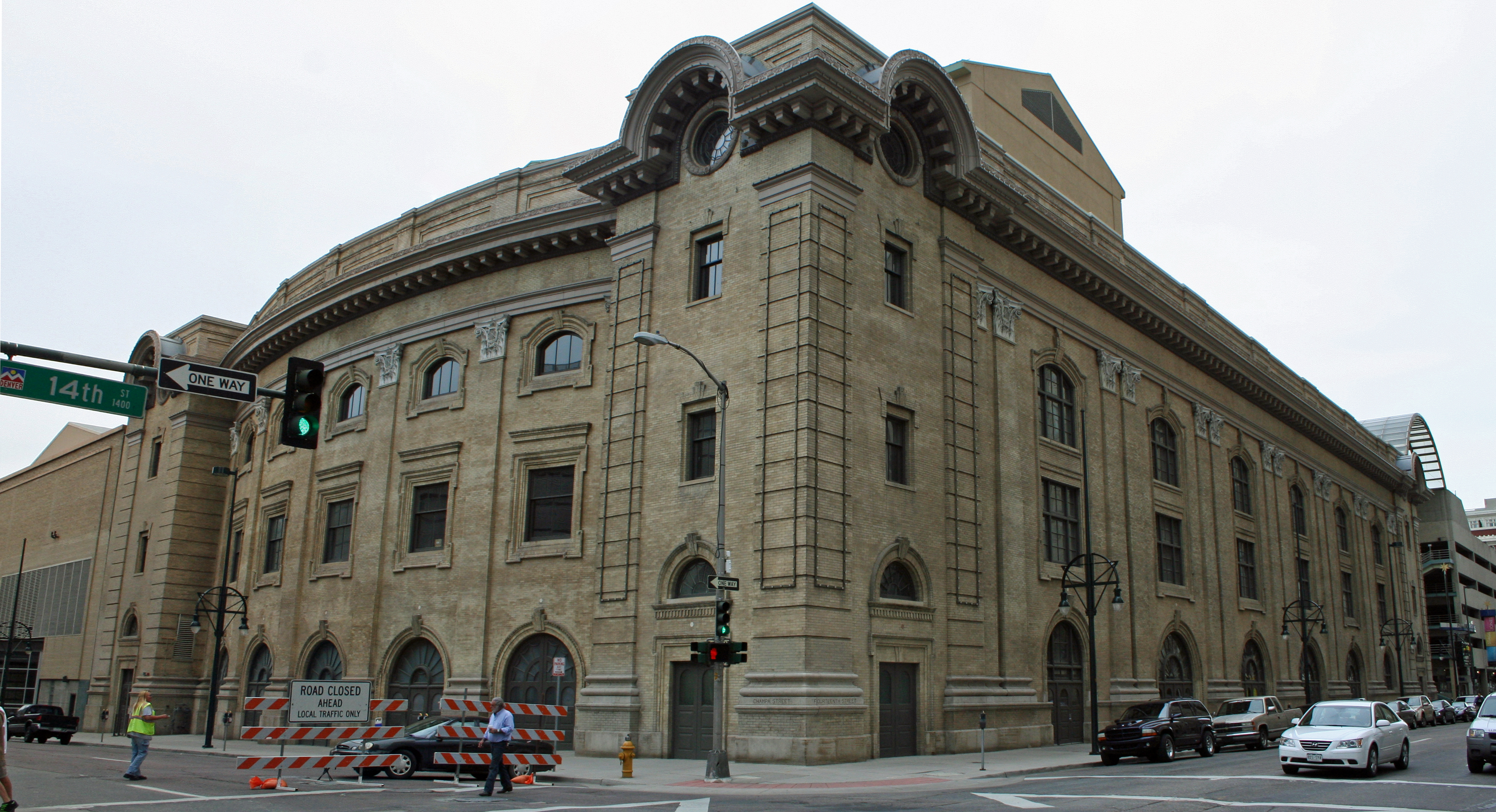
Denver Municipal Auditorium

Opera Colorado è una compagnia operistica situata a Denver, Colorado. Fondata nel 1981, presenta una stagione annuale di tre o quattro produzioni messe in scena in modo completo. La sua sede principale per le esibizioni è la Ellie Caulkins Opera House.

## Storia
La compagnia fu fondata nel 1981 (con i suoi primi spettacoli nel 1983) dal team dei coniugi Nathaniel Merrill e Louise Sherman, arrivati a Denver da lunghe carriere alla Metropolitan Opera House di New York. Avevano sperato che l'opera avrebbe prosperato a Denver, ma non c'era un locale adatto e le esecuzioni avevano luogo nella Boettcher Hall, una parte del centro di Denver per le arti dello spettacolo, e utilizzato principalmente come sala da concerto. Nonostante la posizione, molte stelle d'opera internazionali apparvero a Denver. Queste comprendevano Plácido Domingo, Catherine Malfitano, James McCracken e Pilar Lorengar nella prima stagione. Le stagioni seguenti hanno visto Justino Díaz, Éva Marton, Cornell MacNeil, James Morris, Sherrill Milnes e Samuel Ramey far parte delle produzioni dell'Opera Colorado.
James Robinson fu nominato Direttore Artistico della compagnia nel 2000. Il lavoro di Robinson è stato visto in numerosi teatri come New York City Opera, Santa Fe Opera, Houston Grand Opera, Los Angeles Opera, and Opera Ireland. Peter Russell entrò all'Opera Colorado nel 2001 come nuovo Presidente e Direttore Generale dopo aver guidato il Lindemann Young Artist Program alla Metropolitan Opera e prestò servizio come Direttore della Wolf Trap Opera Company. Con la sua nomina, Robinson riconfigurò la sala fornendo una fase di spinta di tre quarti che richiedeva anche l'uso di microfoni. Come osservò Russell: "se hai cercato di cantare in quella grande caverna di spazio senza amplificazione, le voci semplicemente non andrebbero da nessuna parte". Tuttavia, a partire da settembre 2005, Opera Colorado ha trasferito i propri spettacoli alla nuova Ellie Caulkins Opera House. Il passaggio ad un teatro più adatto alla presentazione dell'opera ha portato ad incrementi della base dei donatori e degli abbonati. Consentì anche all'Opera Colorado di lavorare con altre compagnie sulle co-produzioni in modi che non sarebbero stati possibili prima. Come ha osservato Russell, l'effetto del nuovo teatro d'opera "ha cambiato l'aspetto di questa compagnia d'opera in un modo tale che è veramente un'esperienza unica nella vita".
Nell'agosto 2007 Russell e Robinson annunciarono le loro dimissioni da Opera Colorado e Greg Carpenter fu nominato nuovo Direttore Generale. Prima di entrare a far parte di Opera Colorado, Carpenter aveva lavorato come direttore dello sviluppo con la National Symphony Orchestra presso il John F. Kennedy Center per le arti dello spettacolo di Washington DC. Durante la stagione 2007-2008 la compagnia ha celebrato il suo 25º anniversario. La stagione è stata inaugurata a novembre con una celebrazione di gala con una esibizione di Patti Lupone seguita dalle esecuzioni de La traviata di Verdi, Don Pasquale di Donizetti ed uno spettacolo in forma di concerto de l'Olandese Volante di Wagner, interpretato da James Morris. La stagione si concluse con Nixon in China di Adam.
Nel 2009 l'Opera Colorado fu premiata con il Downtown Denver Partnership Award, "per 25 anni di contributi alla vivacità e alla diversità dell'ambiente dello spettacolo di Downtown Denver". Nello stesso anno la Fondazione Bonfils-Stanton annunciò che Carpenter avrebbe ricevuto la borsa di studio Livingston del 2009. Le borse Livingston, che danno diritto ciascuna fino a 25.000 dollari, sono destinate a dare alle promesse più in vista nel settore no-profit un'opportunità per lo studio avanzato, la ricerca e lo sviluppo professionale.
La stagione 2009-2010 di Opera Colorado fu aperta il 7 novembre 2009 con una nuova coproduzione de I racconti di Hoffmann di Offenbach. Questa prima produzione di Hoffmann di Opera Colorado in 25 anni fu interpretata da Julian Gavin nel ruolo del protagonista, con il soprano Pamela Armstrong come Olympia, Antonia, Giulietta e Stella e Gaetan Laperriere come i quattro malvagi. Il set e i costumi, disegnati da Andre Barbe, erano stati creati in collaborazione con l'Opera Theatre of St. Louis e la Boston Lyric Opera.

## Educazione e sensibilizzazione
Oltre agli spettacoli teatrali, furono rappresentati esercitazioni e spettacoli in innumerevoli scuole, centri sociali, strutture abitative assistite dell'area metropolitana di Denver. Dal 2002 i programmi educativi dell'Opera Colorado crebbero in maniera drastica. Entro il 2009 Opera Colorado stava servendo oltre 43.000 studenti e adulti in tutto lo stato ogni anno. I programmi che offrono agli studenti includono programmi di scuola come il Music Shop di Richard Wargo e Romeo e Giulietta di Charles Gounod, nonché programmi di residenza, laboratori nelle scuole, masterclass e gite alla Ellie Caulkins Opera House. Per gli adulti, Opera Colorado offre opportunità per incontrare gli artisti nelle loro produzioni, lezioni di pre-opera e programmi di trasmissione realizzati in collaborazione con la Colorado Public Radio (trasmesso sul canale 88.1 FM KVOD).